# Jonas Lind

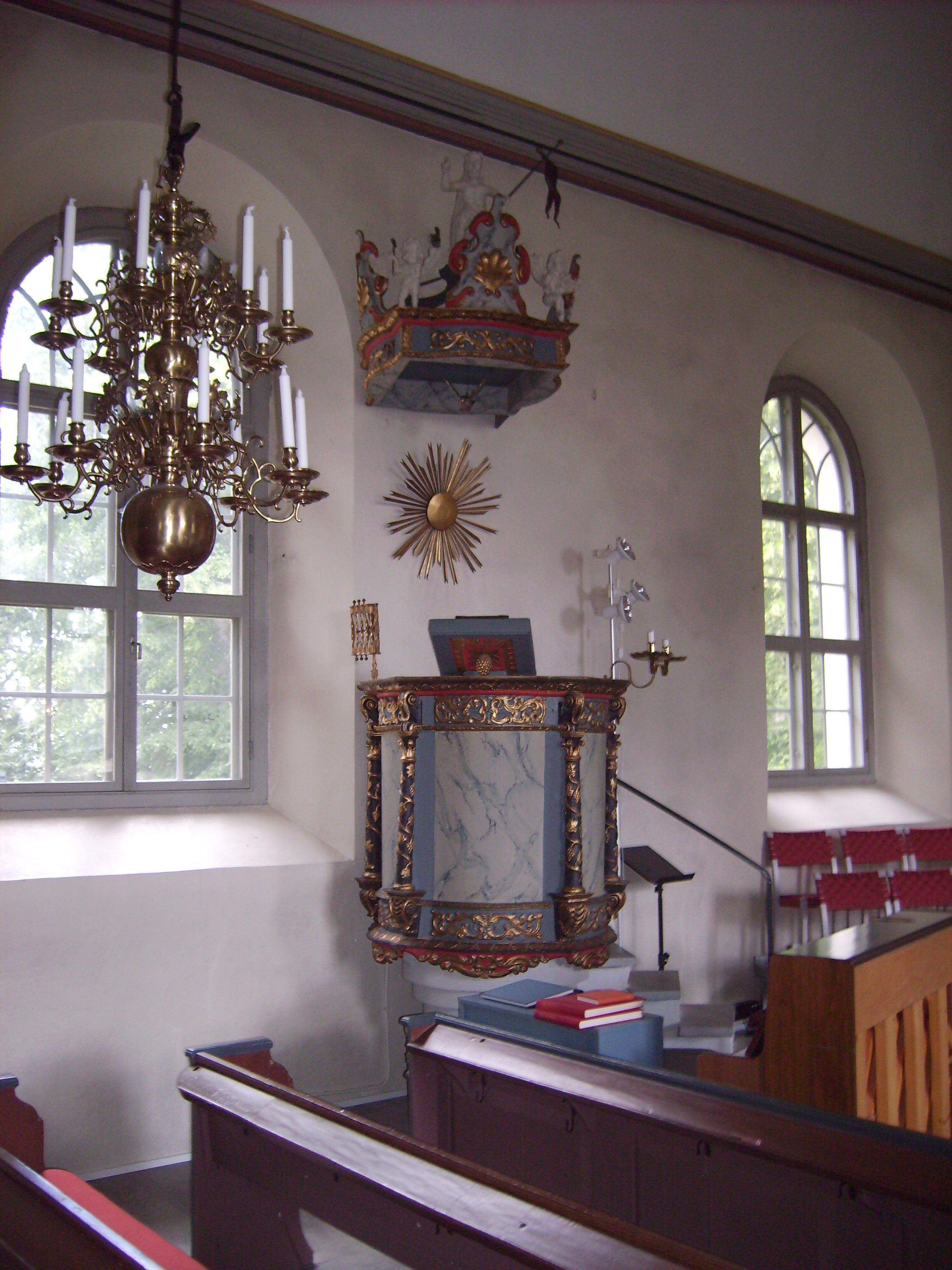
Predikstol från 1707 av Jonas Lind i Styrstads kyrka.

Jonas Lind var en svensk bildhuggare i Norrköping och Söderhamn.
Jonas Lind skapade 1707 predikostolen i Styrstads kyrka och 1718 predikostolen i Hanebo kyrka.
År 1730 försåg han Arbrå kyrkas predikostol med nya skulpturdetaljeroch året därpå gjorde han predikostolen för Sättersta kyrkan.

## Fotnoter
1. ↑  Bebyggelseregistret
2. ↑  Sörmlands museum - SLM A23-304 - Sättersta kyrka